# Mittagsblumengewächse
Die Mittagsblumengewächse (Aizoaceae) sind eine artenreiche Pflanzenfamilie in der Ordnung der Nelkenartigen (Caryophyllales). Ihr Verbreitungsschwerpunkt ist das südliche Afrika (Capensis). Auch in Australien sind viele Arten heimisch.
Einige Arten und Sorten werden weltweit als Zierpflanzen genutzt. Viele Taxa nennt man im Deutschen „Mittagsblumen“, und viele andere Taxa werden als „Lebende Steine“ bezeichnet.

## Beschreibung

### Vegetative Merkmale
Die Mittagsblumengewächse sind einjährige oder ausdauernde Pflanzen; es können krautige Pflanzen, Halbsträucher oder Sträucher sein. Sie sind meist sukkulent. Es sind C4- oder CAM-Pflanzen. Die Laubblätter sind meist sukkulent, es gibt aber auch krautige Laubblätter.

### Generative Merkmale
Die radiärsymmetrischen Blüten sind meist zwittrig (bei einigen Tetragonia-Arten sind sie eingeschlechtig). Meist sind fünf (drei bis acht) Kelchblätter vorhanden. Die Blüten enthalten meist viele (3 bis 200) Staubblätter (= sekundäre Polyandrie). Oft sind sterile Staubblätter (Staminodien) kronblattartig ausgebildet; diese Schauorgane sind in ganz unterschiedlicher Zahl von 1 bis 120 vorhanden; echte Kronblätter sind meist nicht vorhanden. Die Blüten enthalten (ein bis) zwei bis fünf (bis zwanzig) Fruchtblätter.
Es werden meist Kapselfrüchte oder manchmal Beeren gebildet, die viele (1 bis 1000) Samen enthalten.

## Ökologie
Die Bestäubung erfolgt durch tagaktive Insekten (Entomophilie).

## Systematik
Die Familie Aizoaceae wurde 1820 durch Ivan Ivanovič Martinov in Tekhno-Bot. Slovar, 15 mit der Bezeichnung „Aizoonides“ aufgestellt. Die Typusgattung ist Aizoon L.. Synonyme für Aizoaceae Martinov sind: Ficoidaceae Juss. nom. rej., Mesembryanthemaceae Fenzl nom. cons., Sesuviaceae Horan., Tetragoniaceae Lindl. nom. cons.
Die Familie der Mittagsblumengewächse wird in vier Unterfamilien gegliedert. Nach Heidrun Hartmann (2017) umfasst sie folgende Gattungen:

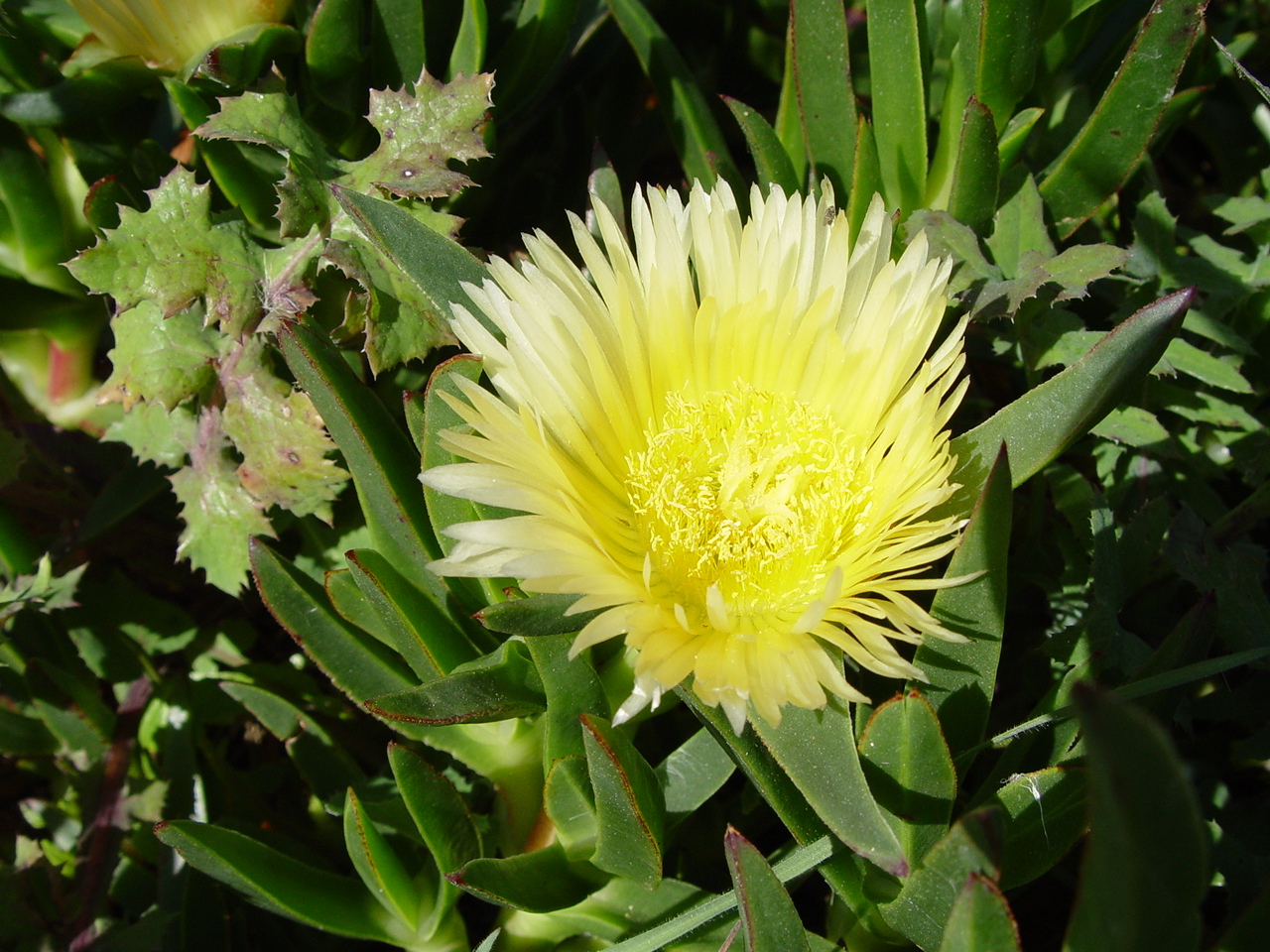
Carpobrotus edulis, Blüte

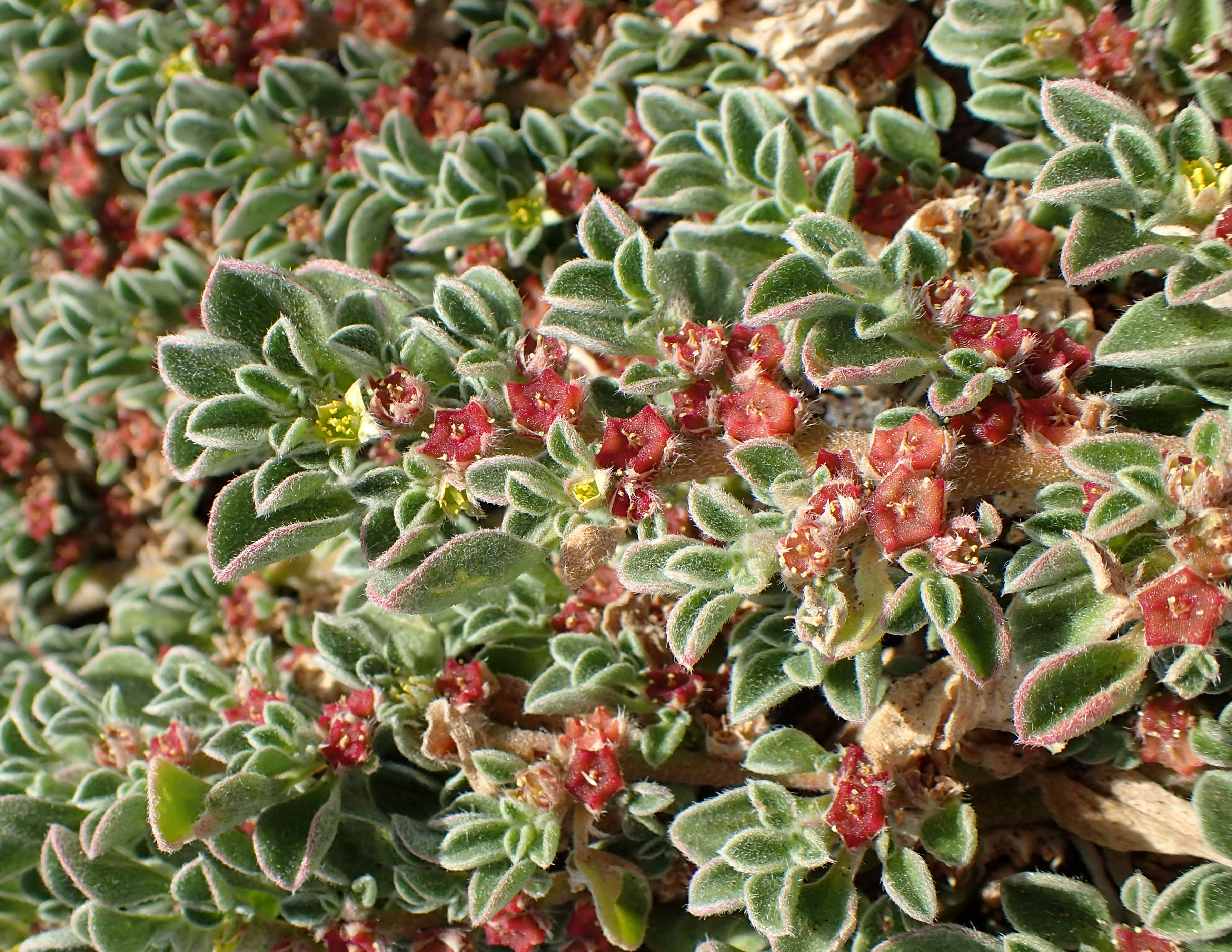
Unterfamilie Aizooideae: Aizoon canariense

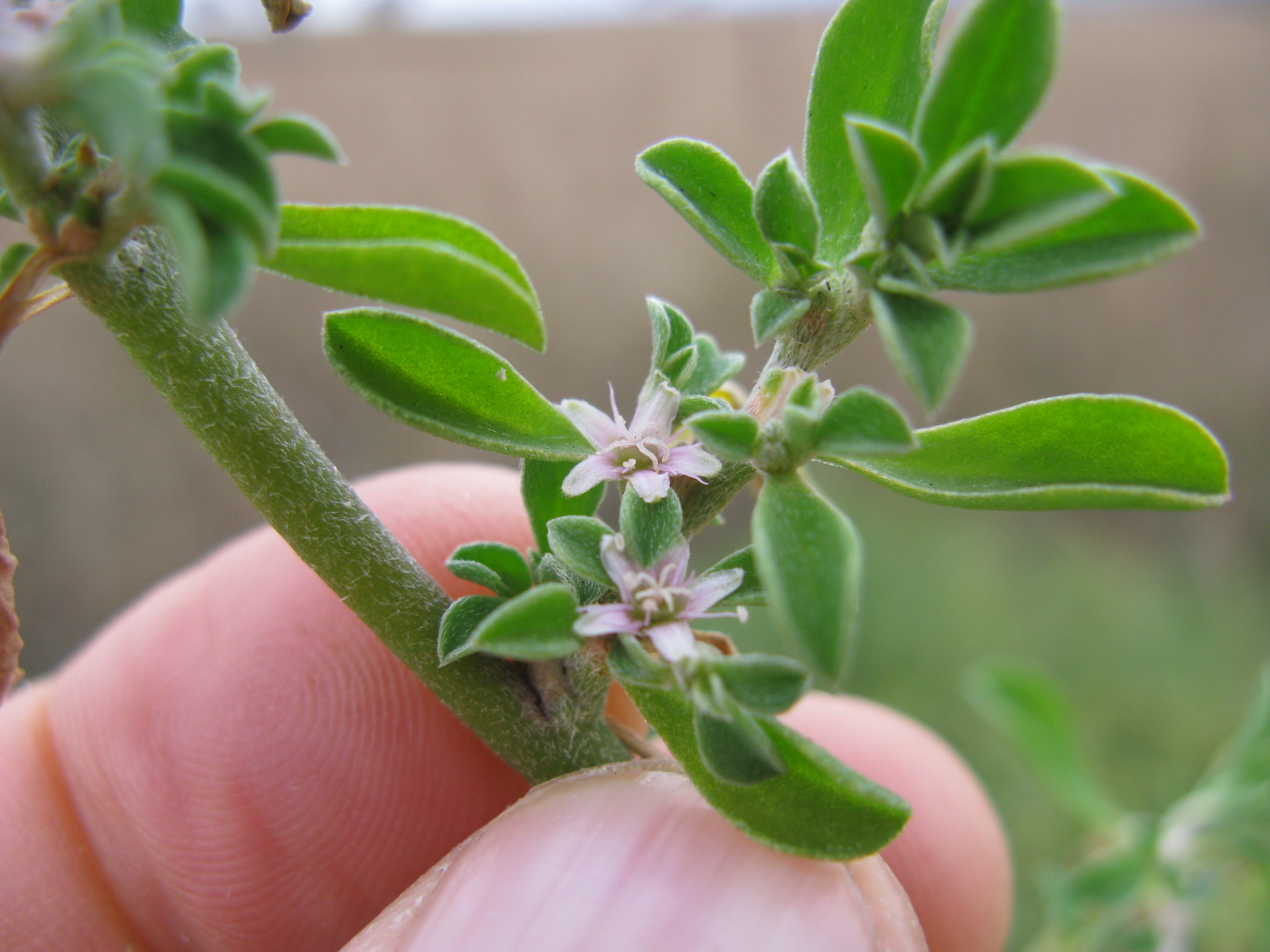
Unterfamilie Aizooideae: Galenia pubescens

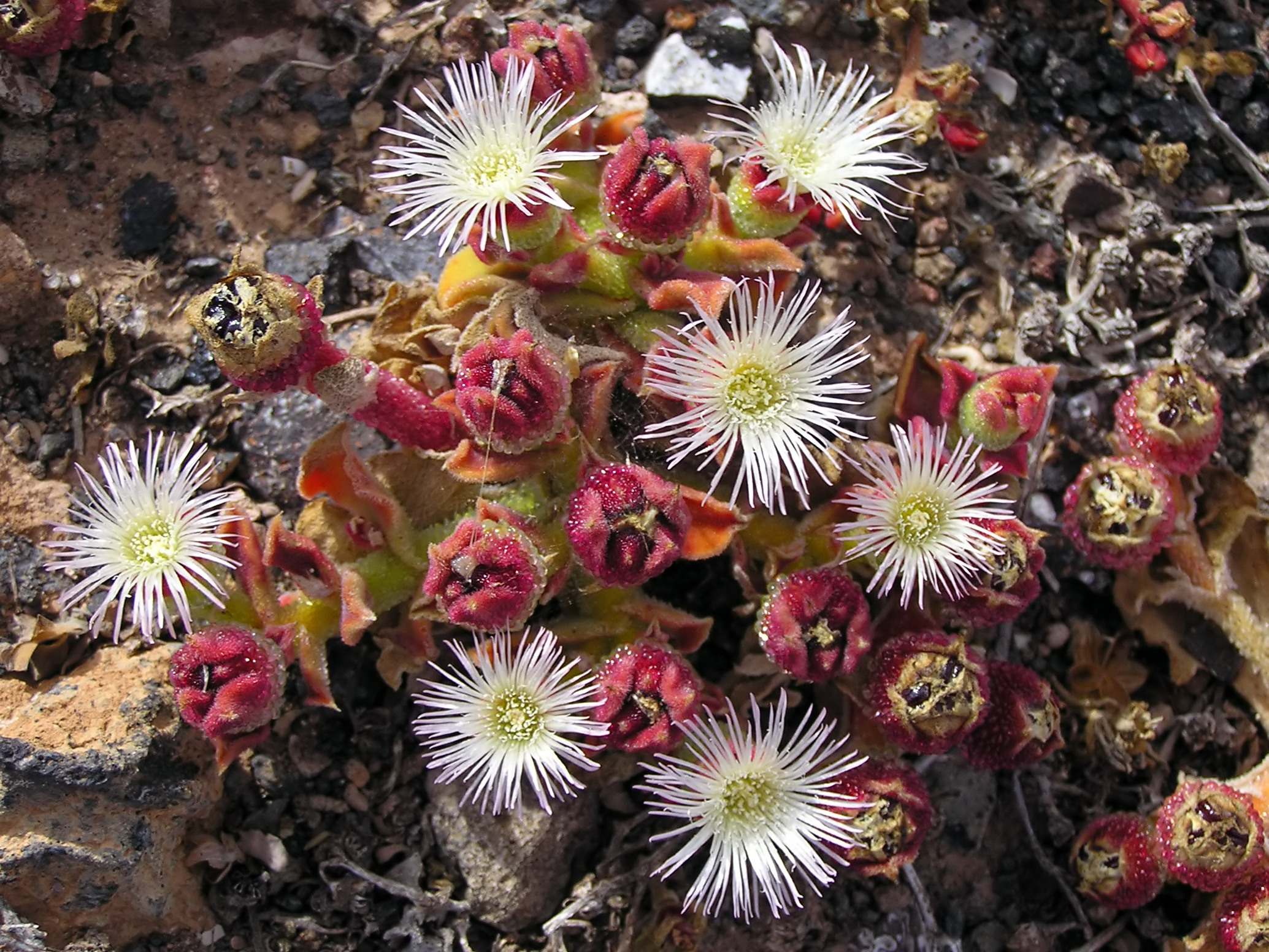
Unterfamilie Mesembryanthemoideae: Mesembryanthemum crystallinum

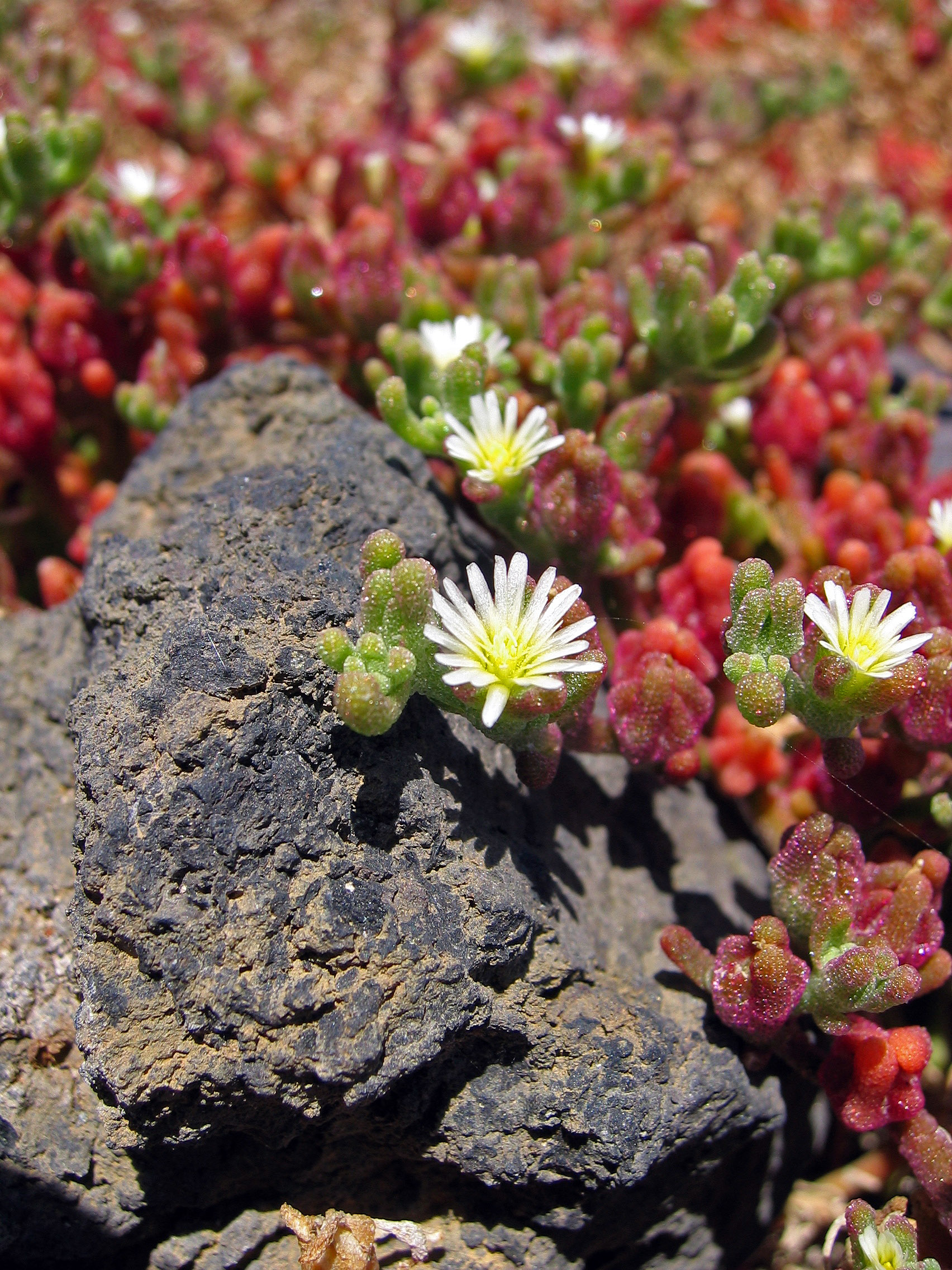
Unterfamilie Mesembryanthemoideae: Mesembryanthemum nodiflorum

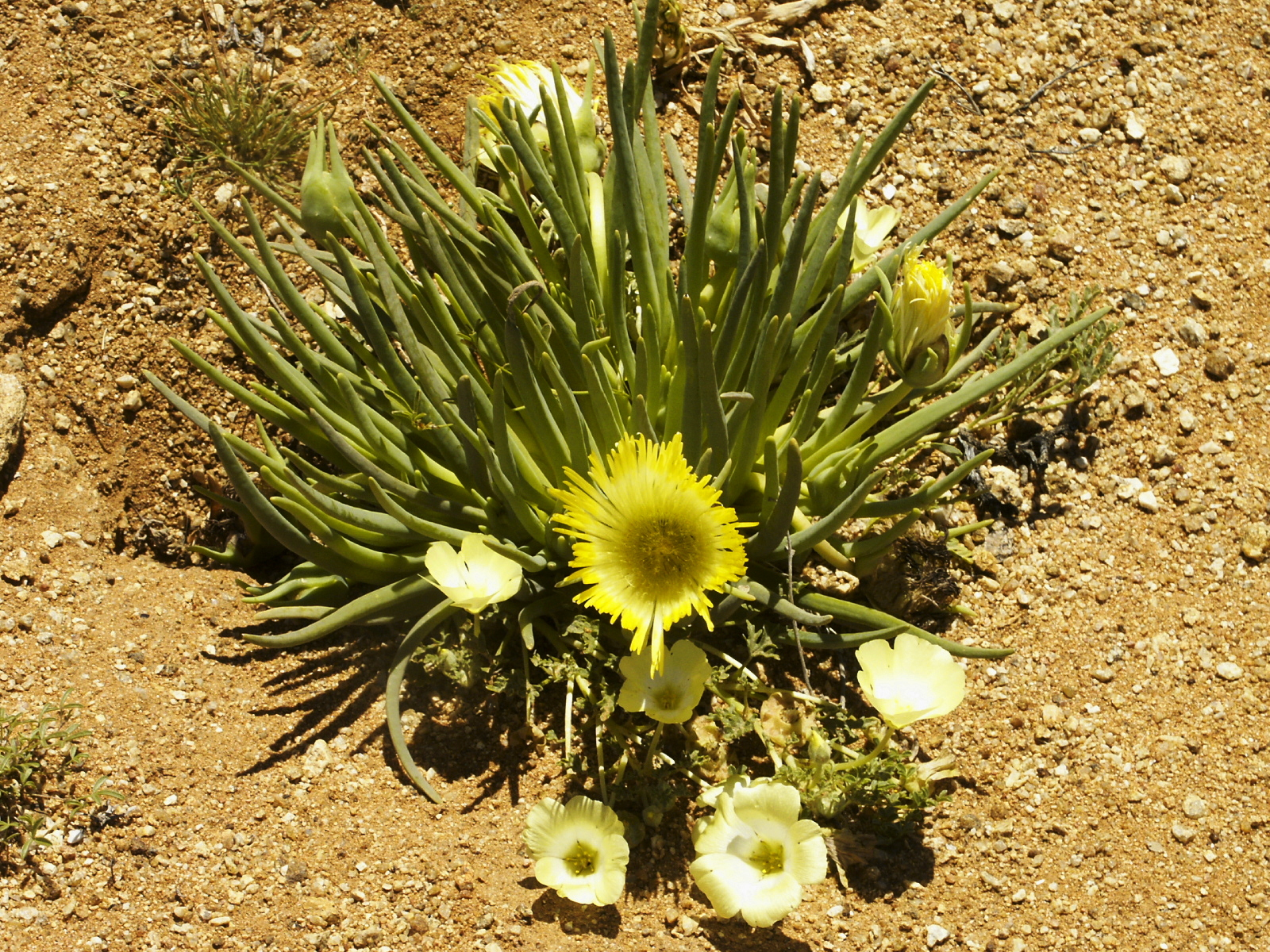
Unterfamilie Ruschioideae: Conicosia pugioniformis

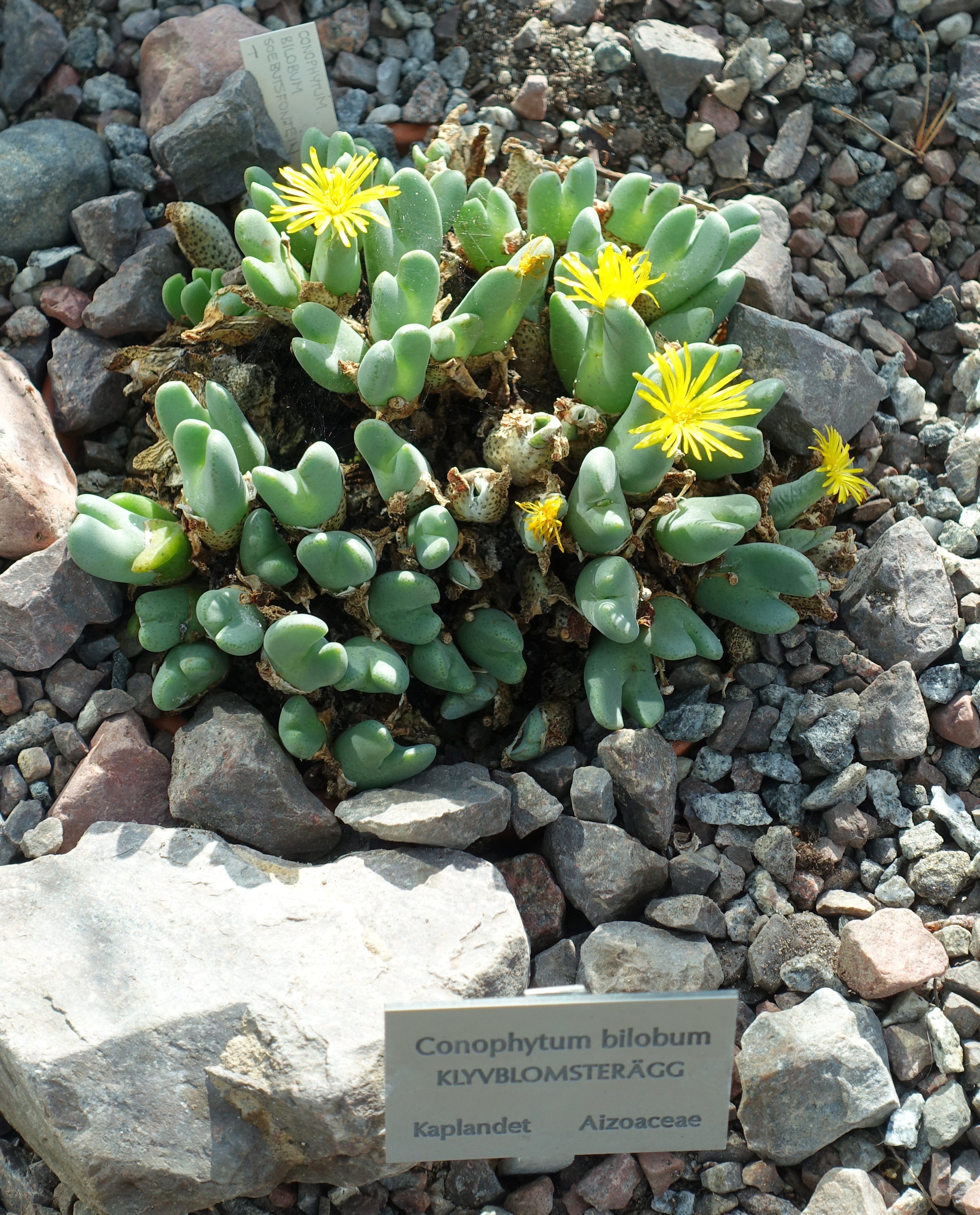
Unterfamilie Ruschioideae: Conophytum bilobum

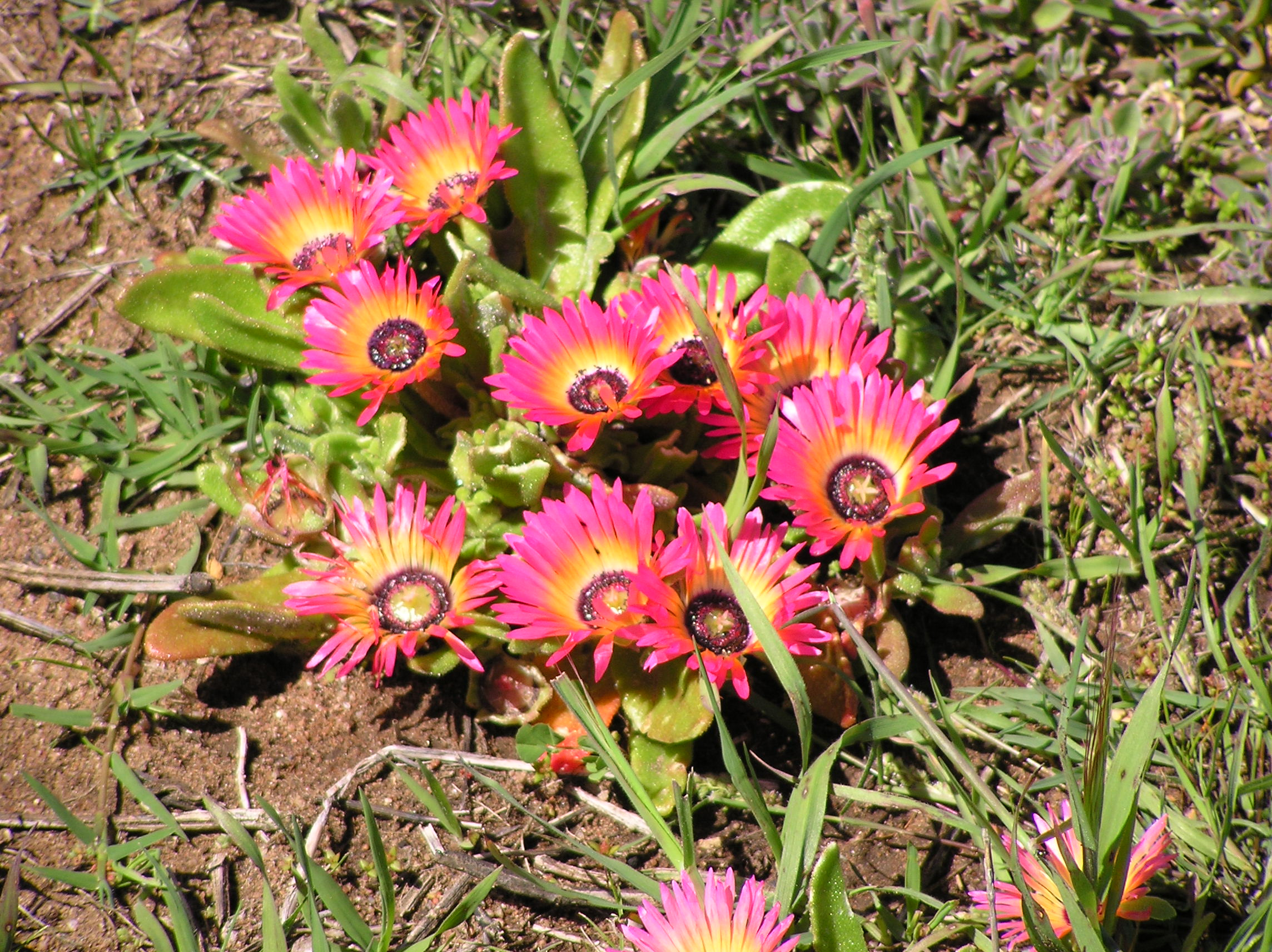
Unterfamilie Ruschioideae: Dorotheanthus apetalus

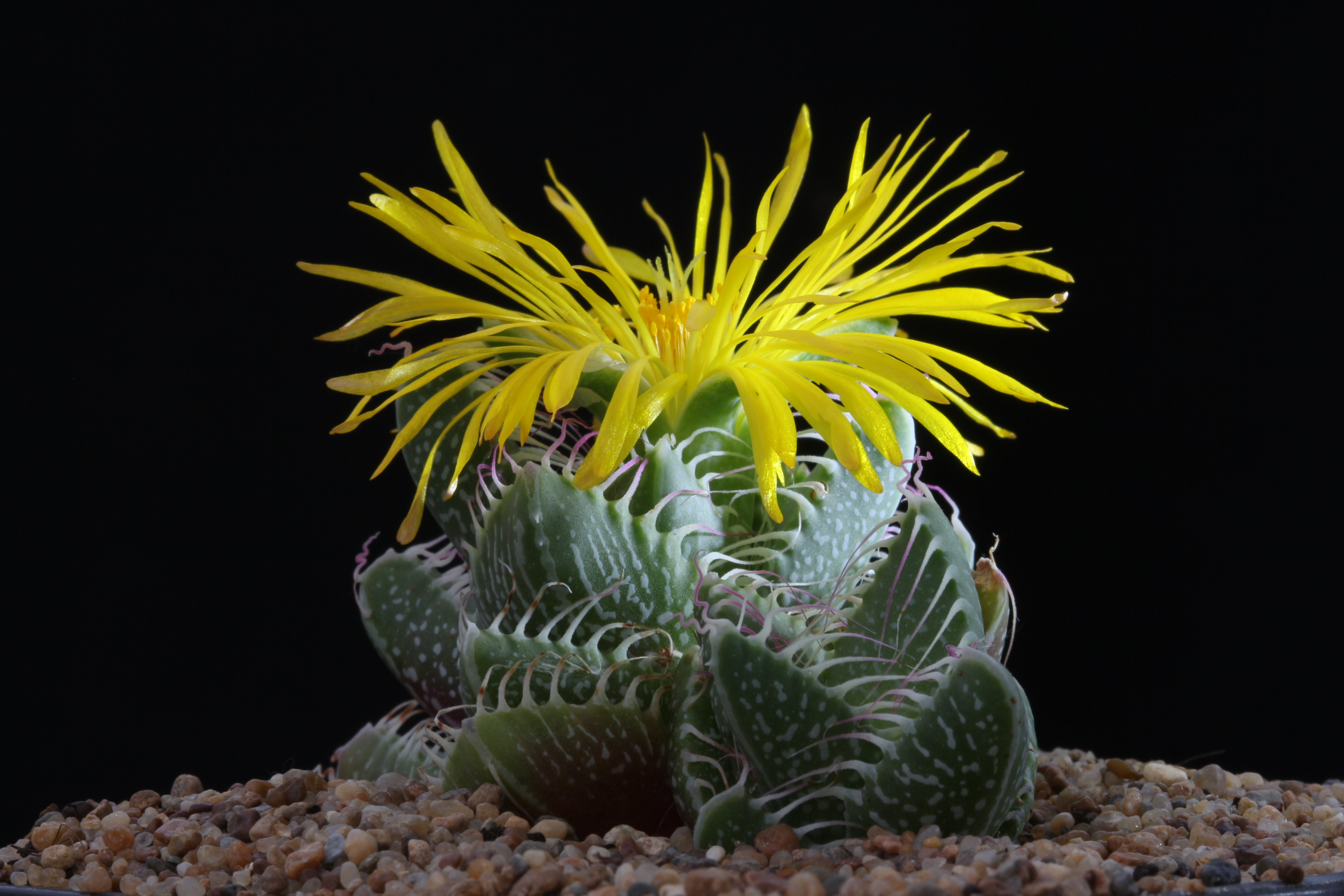
Unterfamilie Ruschioideae: Faucaria tigrina

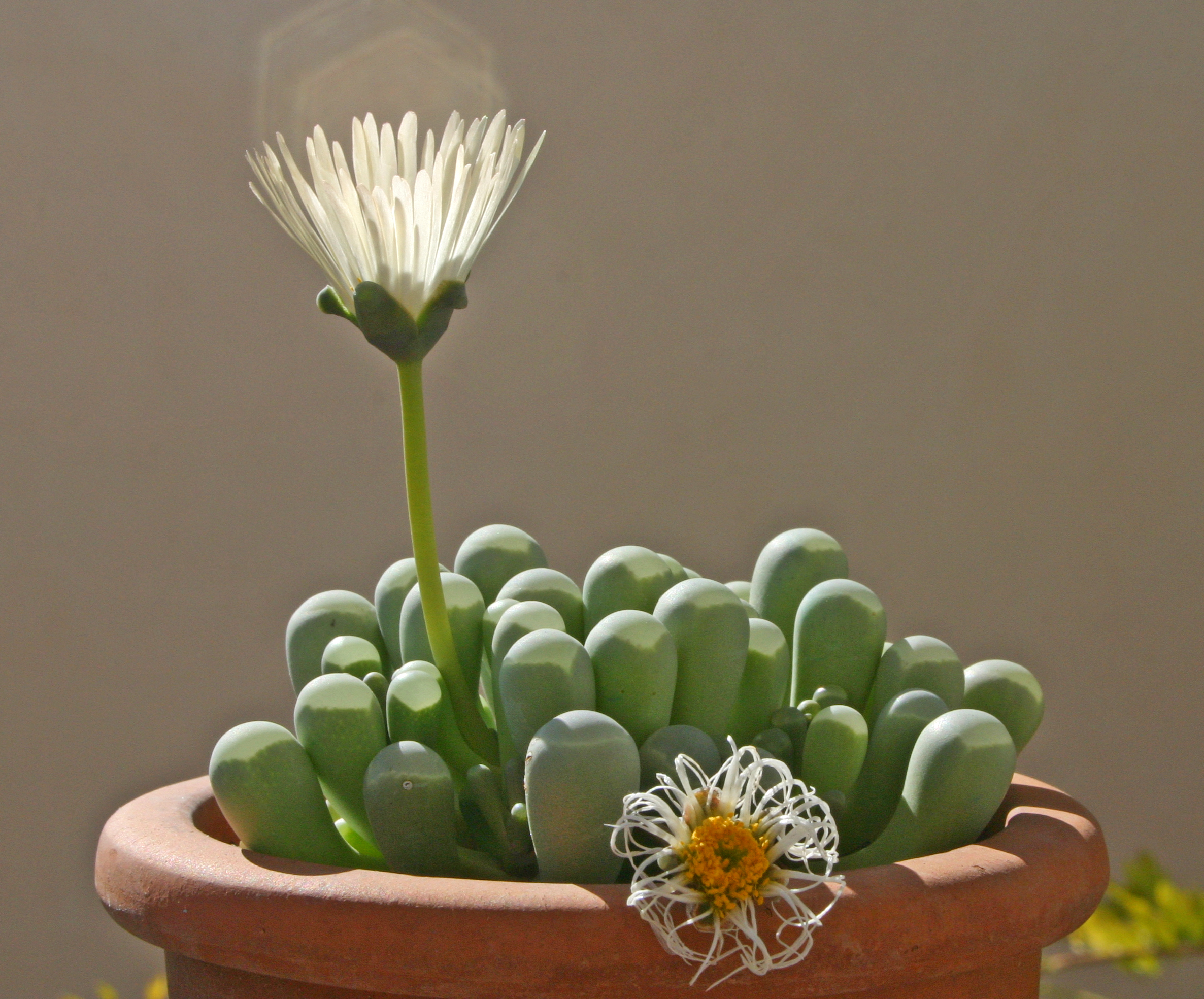
Unterfamilie Ruschioideae: Fenestraria rhopalophylla subsp. aurantiaca

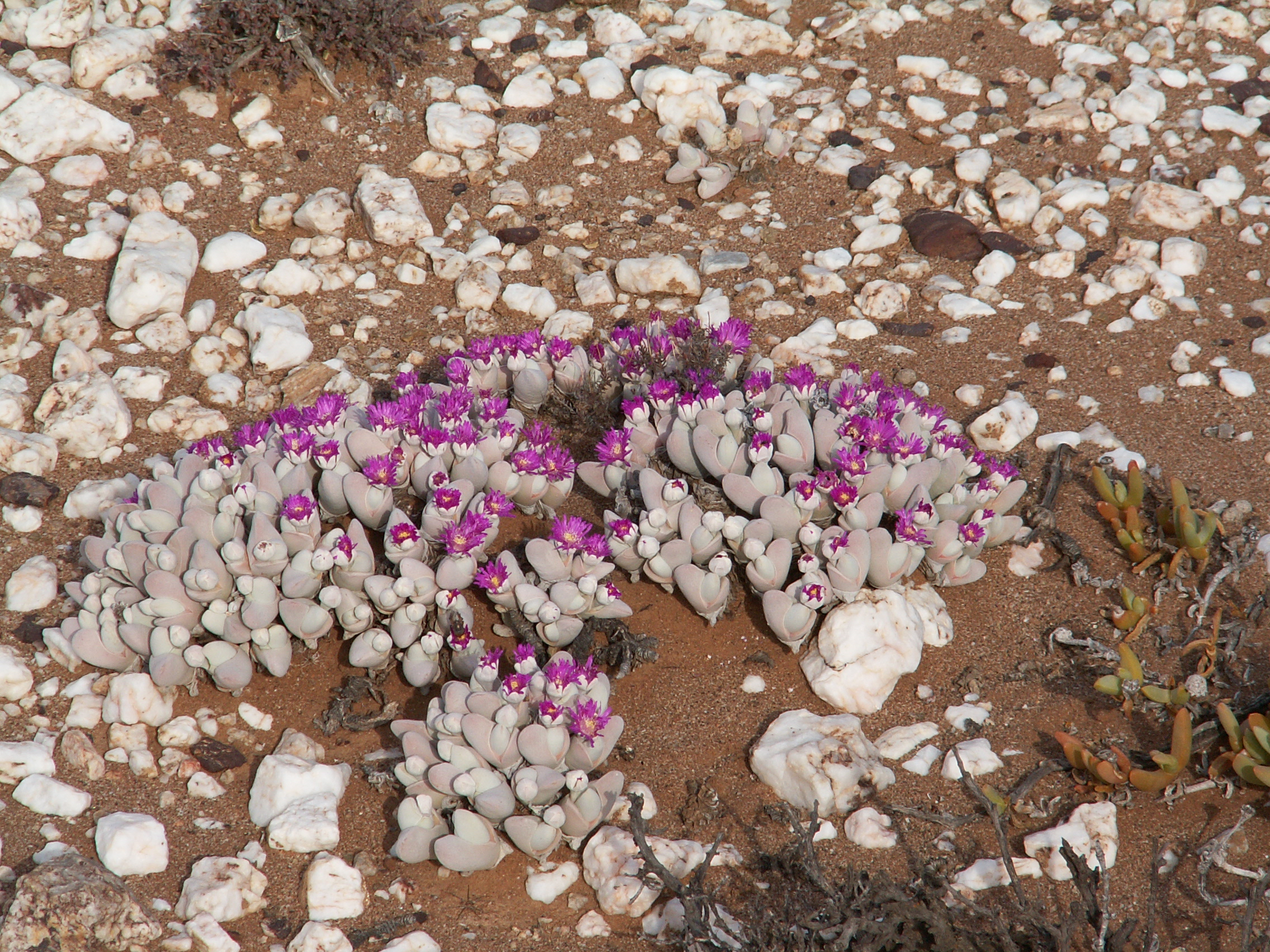
Unterfamilie Ruschioideae: Gibbaeum pubescens

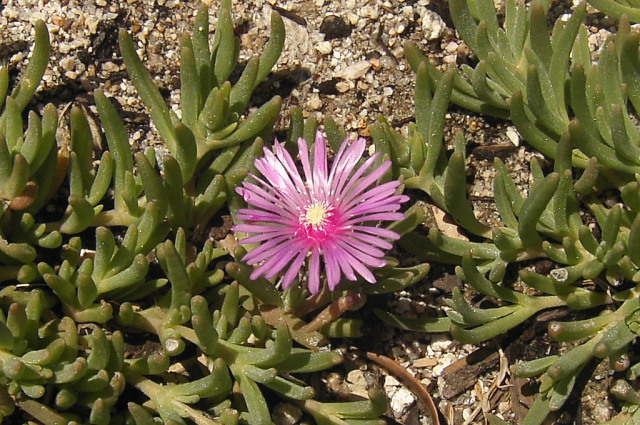
Unterfamilie Ruschioideae: Lampranthus spectabilis

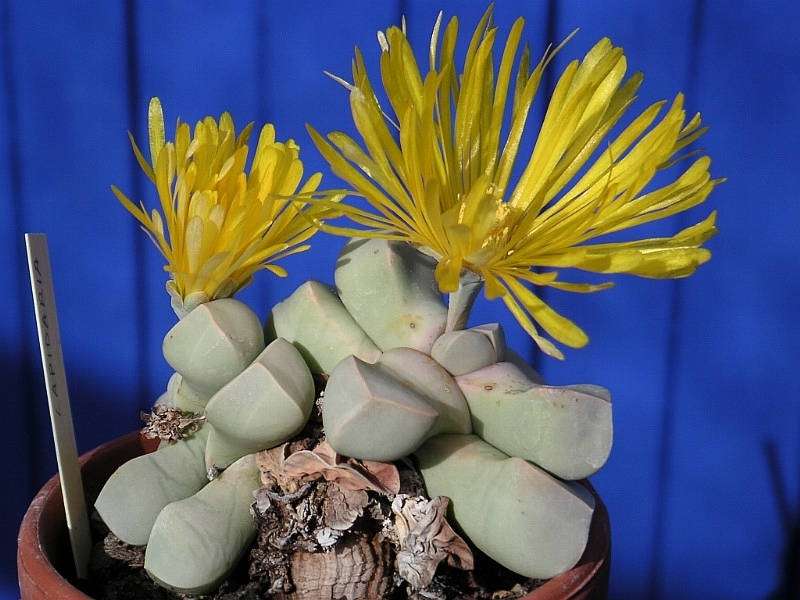
Unterfamilie Ruschioideae: Lapidaria margaretae

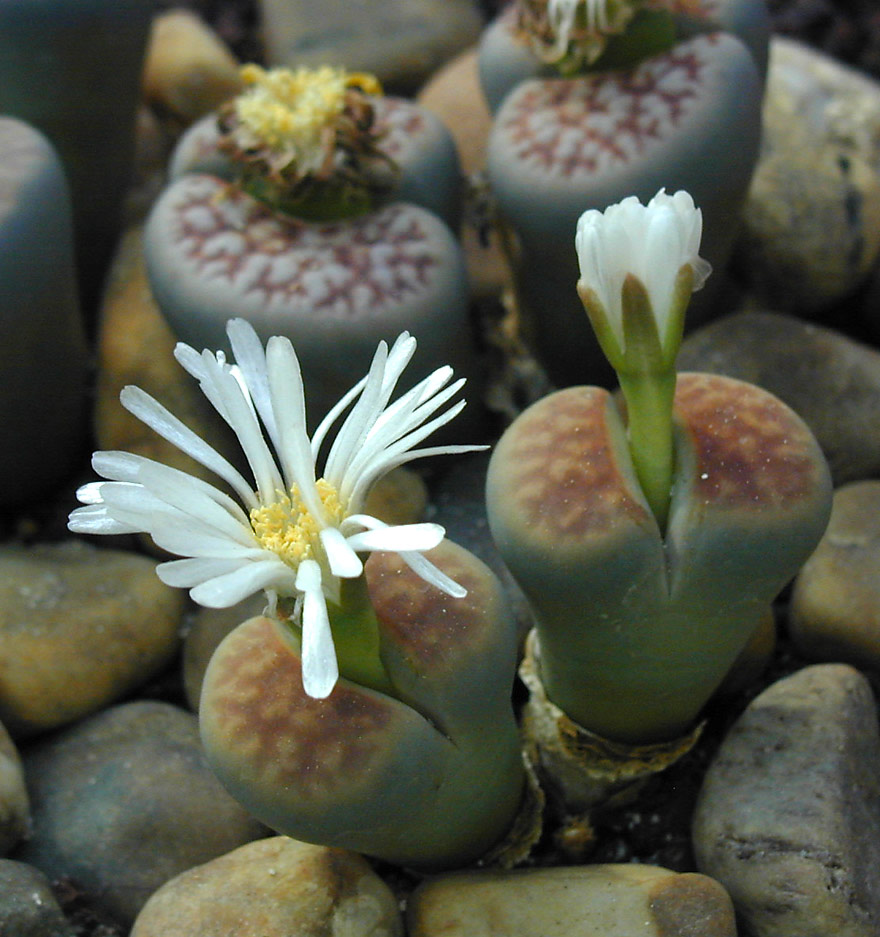
Unterfamilie Ruschioideae: Lithops karasmontana

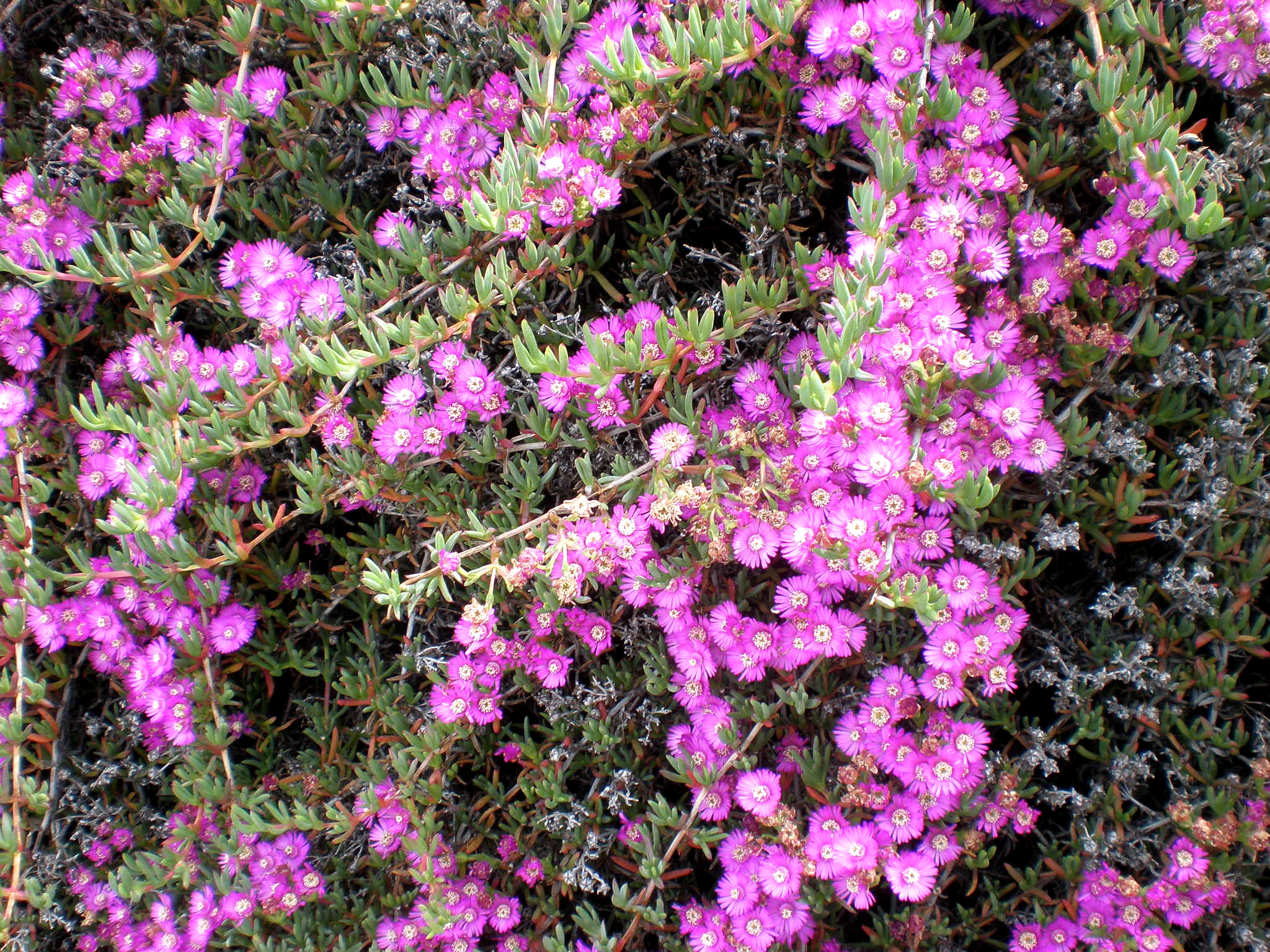
Unterfamilie Ruschioideae: Ruschia macowanii

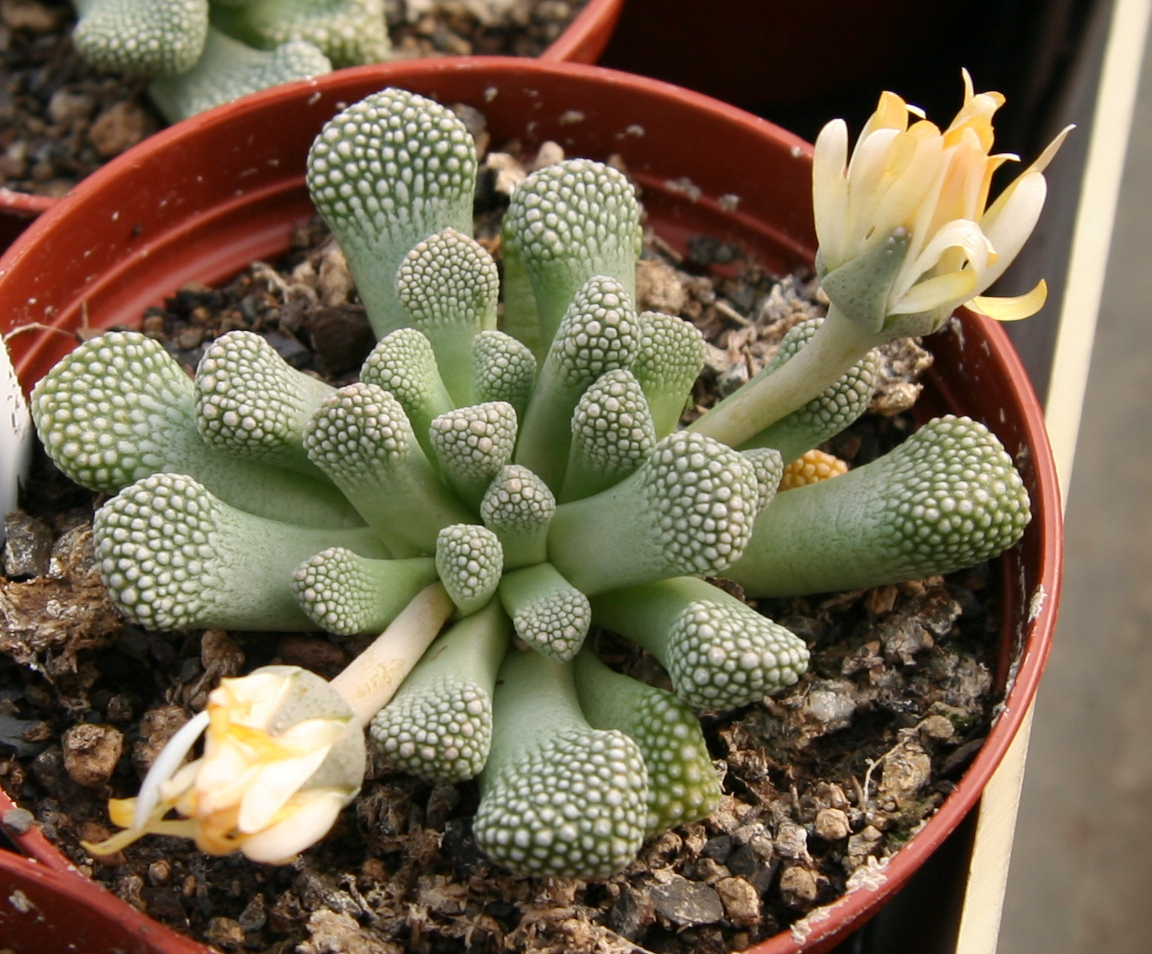
Unterfamilie Ruschioideae: Titanopsis primosii

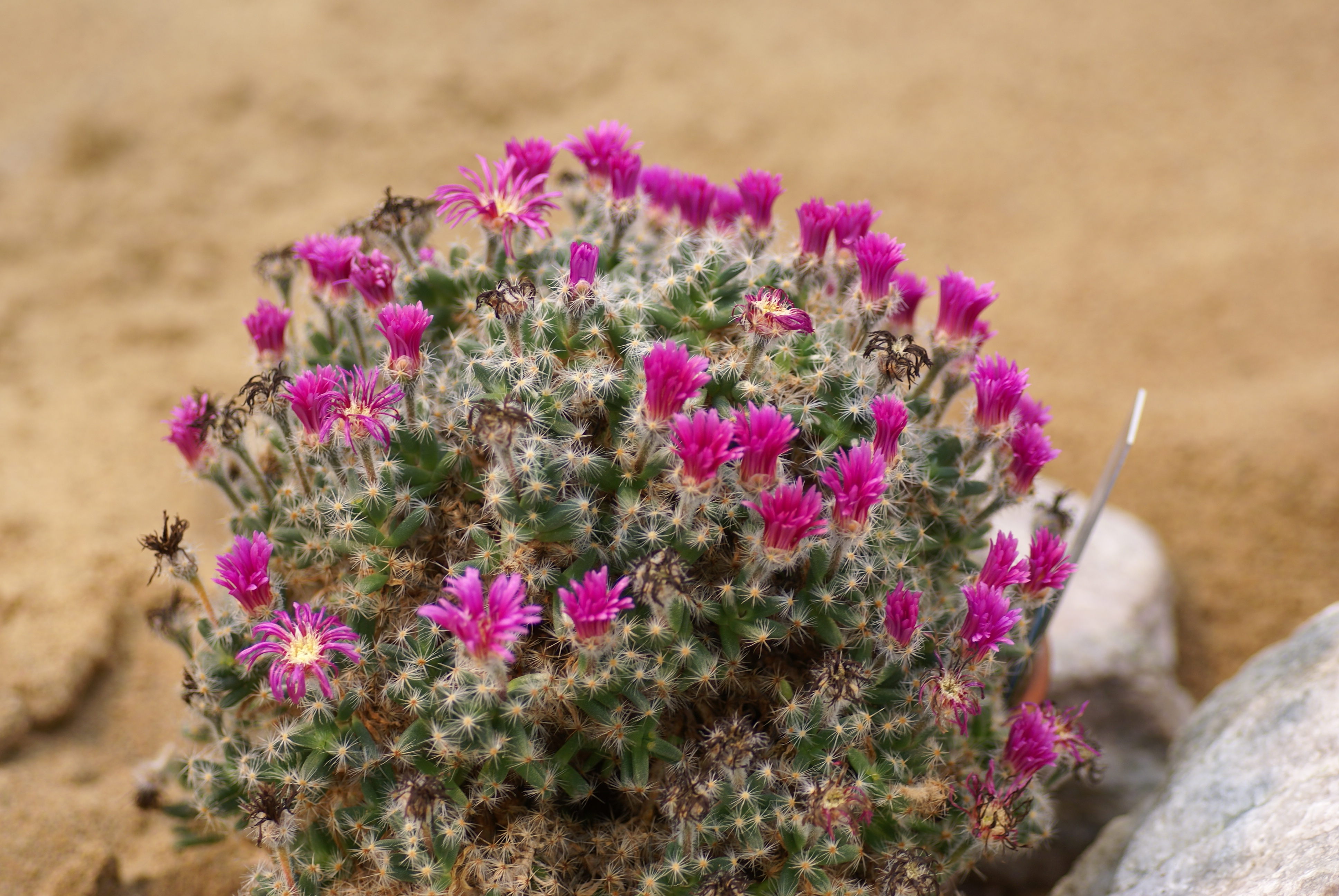
Unterfamilie Ruschioideae: Trichodiadema calvatum

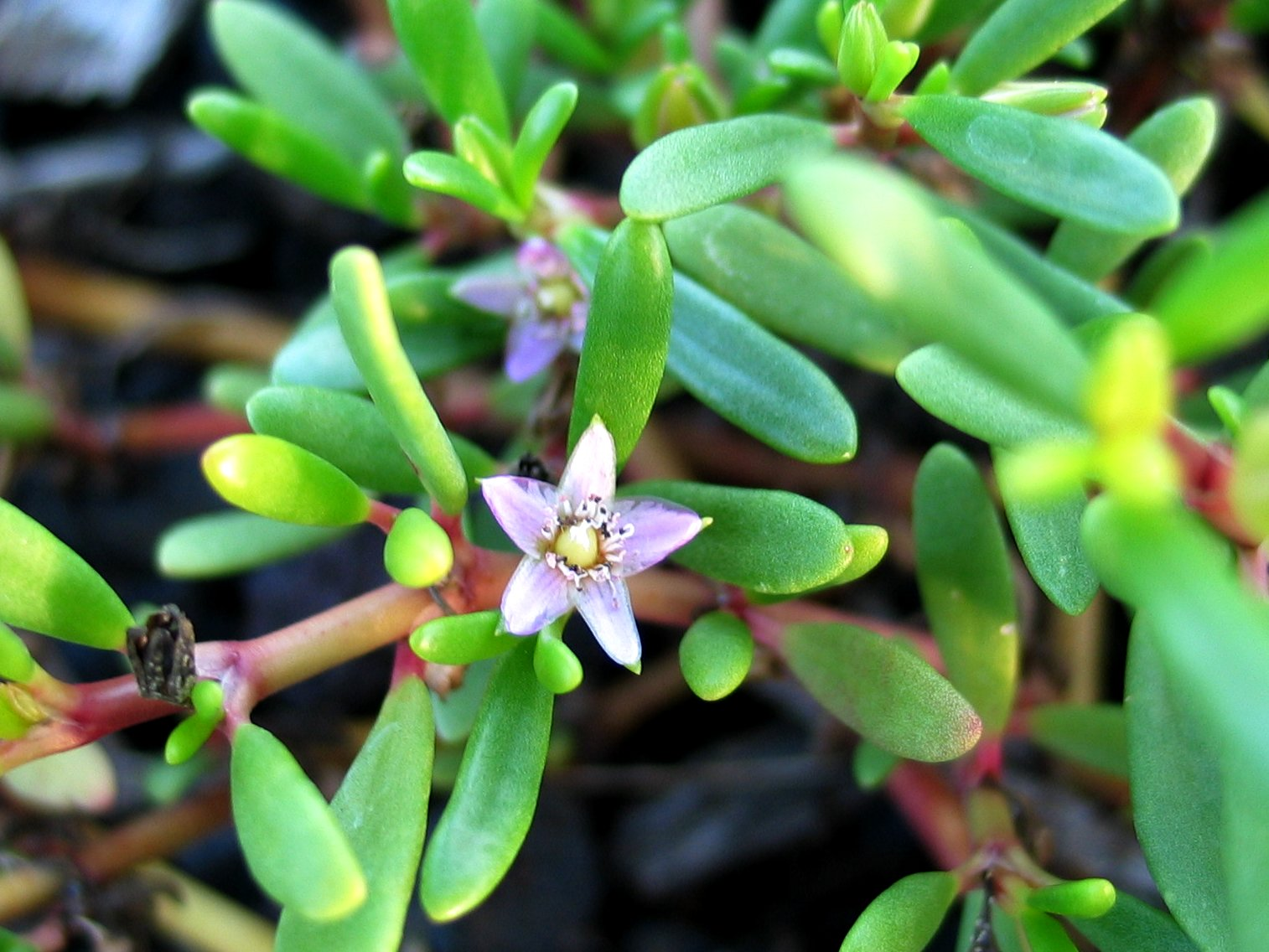
Unterfamilie Sesuvioideae: Sesuvium portulacastrum

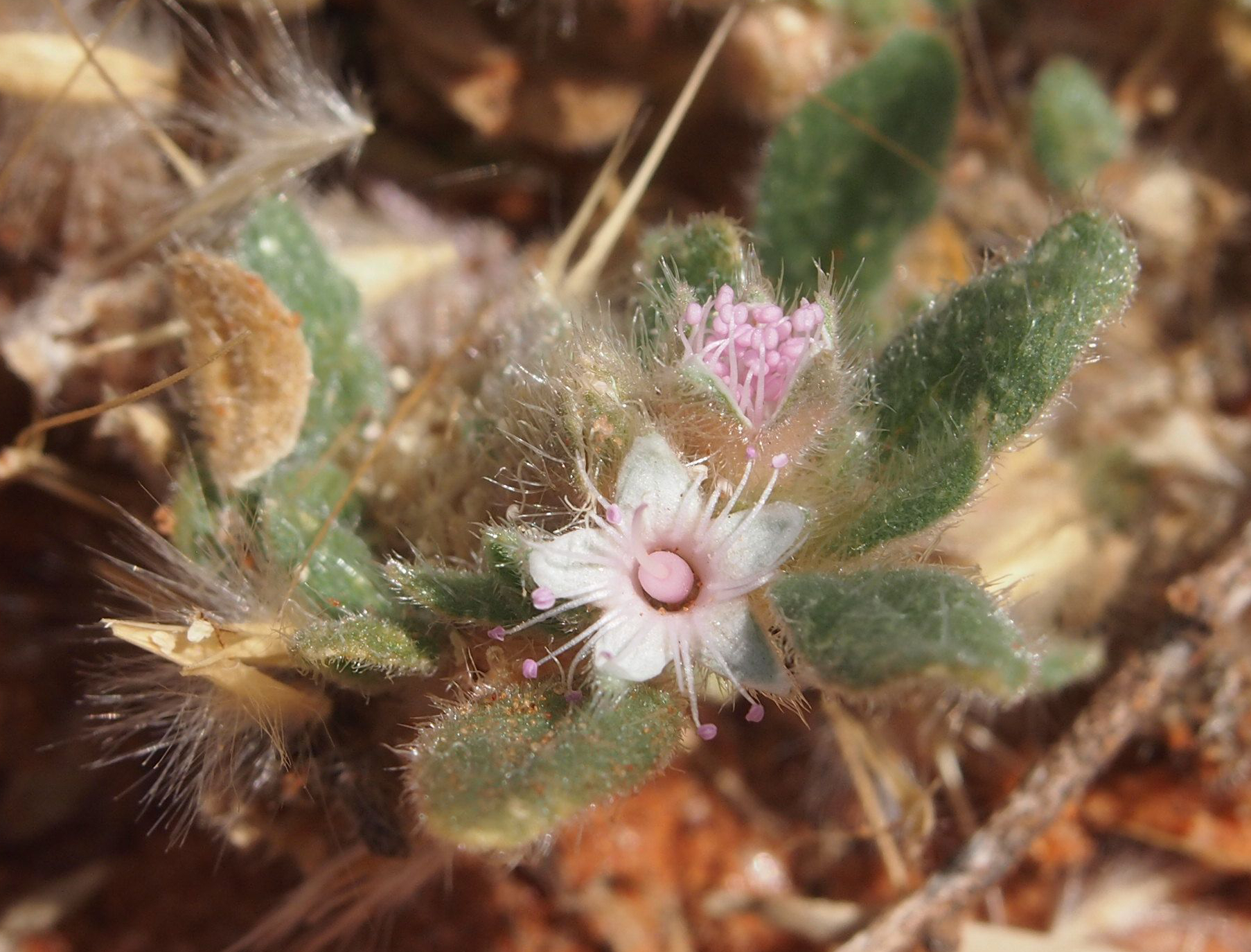
Unterfamilie Sesuvioideae: Trianthema pilosum

- Unterfamilie Aizooideae Spreng. ex Arn.
  - Acrosanthes Eckl. & Zeyh.
  - Aizoanthemum Dinter ex Friedrich
  - Aizoon L.
  - Galenia L.
  - Gunniopsis Pax
  - Plinthus Fenzl
  - Tetragonia L.
- Unterfamilie Mesembryanthemoideae Burnett
  - Aptenia N.E.Br.
  - Aridaria N.E.Br.
  - Aspazoma N.E.Br.
  - Brownanthus Schwantes
  - Callistigma Dinter & Schwantes
  - Cryophytum N.E.Br.
  - Dactylopsis N.E.Br.
  - Eurystigma L.Bolus
  - Mesembryanthemum L.
  - Opophytum N.E.Br.
  - Phyllobolus N.E.Br.
  - Prenia N.E.Br.
  - Psilocaulon N.E.Br.
  - Sceletium N.E.Br.
  - Synaptophyllum N.E.Br.
  - Volkeranthus Gerbaulet
- Unterfamilie Ruschioideae Schwantes
  - Tribus Apatesieae Schwantes ex Ihlenf., Schwantes & Straka
    - Apatesia N.E.Br.
    - Carpanthea N.E.Br.
    - Caryotophora Leistner
    - Conicosia N.E.Br.
    - Hymenogyne Haw.
    - Saphesia N.E.Br.
    - Skiatophytum L.Bolus

  - Tribus Dorotheantheae (Schwantes ex Ihlenf. & Struck) Chess., Gideon F.Sm. & A.E.van Wyk
    - Aethephyllum N.E.Br.
    - Cleretum N.E.Br.
    - Dorotheanthus Schwantes
    - Pherolobus N.E.Br.

  - Tribus Drosanthemeae Chess., Gideon F.Sm. & A.E.van Wyk
    - Drosanthemum Schwantes

  - Tribus Ruschieae Schwantes ex Ihlenf., Schwantes & Straka
    - Acrodon N.E.Br.
    - Aloinopsis Schwantes
    - Amphibolia L.Bolus ex Herre
    - Antegibbaeum Schwantes ex C.Weber
    - Antimima N.E.Br.
    - Arenifera A.G.J.Herre
    - Argyroderma N.E.Br.
    - Astridia Dinter & Schwantes
    - Bergeranthus Schwantes
    - Bijlia N.E.Br.
    - Braunsia Schwantes
    - Brianhuntleya Chess., S.A.Hammer & I.Oliv.
    - Calamophyllum Schwantes
    - Carpobrotus N.E.Br.
    - Carruanthus (Schwantes) Schwantes
    - Cephalophyllum N.E.Br.
    - Cerochlamys N.E.Br.
    - Chasmatophyllum (Schwantes) Dinter & Schwantes
    - Cheiridopsis N.E.Br.
    - Circandra N.E.Br.
    - Conophytum N.E.Br.
    - Corpuscularia Schwantes
    - Cylindrophyllum Schwantes
    - Deilanthe N.E.Br.
    - Delosperma N.E.Br.
    - Dicrocaulon N.E.Br.
    - Didymaotus N.E.Br.
    - Dinteranthus Schwantes
    - Diplosoma Schwantes
    - Disphyma N.E.Br.
    - Dracophilus (Schwantes) Dinter & Schwantes
    - Eberlanzia Schwantes
    - Ebracteola Dinter & Schwantes
    - Ectotropis N.E.Br.
    - Enarganthe N.E.Br.
    - Erepsia N.E.Br.
    - Esterhuysenia L.Bolus
    - Faucaria Schwantes
    - Fenestraria N.E.Br.
    - Frithia N.E.Br.
    - Gibbaeum N.E.Br.
    - Glottiphyllum N.E.Br.
    - Hallianthus H.E.K.Hartmann
    - Hammeria Burgoyne
    - Hartmanthus S.A.Hammer
    - Hereroa (Schwantes) Dinter & Schwantes
    - Ihlenfeldtia H.E.K.Hartmann
    - Jacobsenia L.Bolus & Schwantes
    - Jensenobotrya A.G.J.Herre
    - Jordaaniella H.E.K.Hartmann
    - Juttadinteria Schwantes
    - Khadia N.E.Br.
    - Knersia H.E.K.Hartmann & Liede
    - Lampranthus N.E.Br.
    - Lapidaria (Dinter & Schwantes) Schwantes ex. N.E.Br.
    - Leipoldtia L.Bolus
    - Lithops N.E.Br.
    - Machairophyllum Schwantes
    - Malephora N.E.Br.
    - Malotigena Niederle
    - Marlothistella Schwantes
    - Mestoklema N.E.Br. ex Glen
    - Meyerophytum Schwantes
    - Mitrophyllum Schwantes
    - Monilaria Schwantes
    - Mossia N.E.Br.
    - Namaquanthus L.Bolus
    - Namibia (Schwanzes) Dinter & Schwantes
    - Nananthus N.E.Br.
    - Nelia Schwantes
    - Neohenricia L.Bolus
    - Octopoma N.E.Br.
    - Odontophorus N.E.Br.
    - Oophytum N.E.Br.
    - Orthopterum L.Bolus
    - Oscularia Schwantes
    - Ottosonderia L.Bolus
    - Peersia L.Bolus
    - Phiambolia Klak
    - Pleiospilos N.E.Br.
    - Polymita N.E.Br.
    - Prepodesma N.E.Br.
    - Psammophora Dinter & Schwantes
    - Rabiea N.E.Br.
    - Rhinephyllum N.E.Br.
    - Rhombophyllum (Schwantes) Schwantes
    - Ruschia Schwantes
    - Ruschianthemum Friedrich
    - Ruschianthus L.Bolus
    - Ruschiella Klak
    - Sarcozona J.M.Black
    - Schlechteranthus Schwantes
    - Schwantesia Dinter
    - Scopelogena L.Bolus
    - Smicrostigma N.E.Br.
    - Stayneria L.Bolus
    - Stoeberia Dinter & Schwantes
    - Stomatium Schwantes
    - Tanquana H.E.K.Hartmann & Liede
    - Titanopsis Schwantes
    - Trichodiadema Schwantes
    - Vanheerdea L.Bolus ex H.E.K.Hartmann
    - Vanzijlia L.Bolus
    - Vlokia S.A.Hammer
    - Wooleya L.Bolus
    - Zeuktophyllum N.E.Br.
- Unterfamilie Sesuvioideae Lindl.
  - Cypselea Turpin
  - Sesuvium L.
  - Trianthema L.
  - Tribulocarpus S.Moore
  - Zaleya Burm.f.

Die monotypischen Gattungen Caulipsolon und Muiria werden nicht mehr anerkannt.
2017 stellten Cornelia Klak und Mitarbeiter für die Arten der Gattung Acrosanthes die neue Unterfamilie Acrosanthoideae. Mit der neu beschriebenen Tribus Anisostigmateae wurde die Untergattung Sesuvioideae in zwei Tribus aufgeteilt:
- Unterfamilie Sesuvioideae Lindl.
  - Tribus Sesuvieae Fenzl
    - Sesuvium L.
    - Trianthema L.
    - Zaleya Burm.f.

  - Tribus Anisostigmateae Klak
    - Anisostigma Schinz
    - Tribulocarpus S.Moore

## Nachweise